# Länsväg 233
Länsväg 233 är en primär länsväg i Örebro, Dalarnas och Västmanlands län. Den går sträckan  Kopparberg - Malingsbo - Skinnskatteberg - Gunnilbo - Ramnäs och är 81 km lång.
Vid Kopparberg ansluter den till riksvägarna 50 och 63, korsar riksväg 68 strax väster om Skinnskatteberg, länsväg 250 vid Gunnilbo och ansluter i öster till riksväg 66 vid Ramnäs.
Vägstandarden är varierande, men genomgående tillräckligt god i förhållande till trafikmängden. Avsnittet mellan Kopparberg och Malingsbo präglas av vilda skogsbygder och starka stigningar i riktning mot Malingsbo. Delen mellan Malingsbo och Skinnskatteberg har naturmässigt en mer öppen prägel med insprängda odlingsmarker, medan sträckan mellan Skinnskatteberg och Ramnäs nästan uteslutande passerar genom stora skogsområden.

## Anslutande vägar
| Väg         | Ort        |
| ----------- | ---------- |
| Riksväg 63  | Kopparberg |
| Riksväg 50  | Kopparberg |
| Riksväg 68  | Kärrbo     |
| Länsväg 250 | Gunnilbo   |
| Riksväg 66  | Ramnäs     |